# Mashava
Mashava (Alternativnamen Bere oder Mashava Mines, früher auch Mashaba) ist ein Bergwerksort auf etwa 1050 Meter Höhe in der Provinz Masvingo in Simbabwe, etwa 30 km westlich von Masvingo, im Distrikt Masvingo Rural.

## Wirtschaft
Im Umland der Stadt wird vor allem Gold in vier Bergwerken gefördert, Shabani, Temeraire, Gaths und King, aber auch Asbest abgebaut. Ferner wird Seifenstein gebrochen, der in der Kunst der Shona, mittlerweile mehr im Souvenirgeschäft eine wichtige Rolle spielt.

## Bevölkerung
Bevölkerungsentwicklung
| Jahr          | Einwohner |
| ------------- | --------- |
| 1992 (Zensus) | 15.507    |
| 2002 (Zensus) | 12.976    |
| 2012 (Zensus) | 5859      |

## Bevölkerungszusammensetzung
Der größte Teil der Bevölkerung gehört zum Stamm der Karanga, einer Untergruppe der Shona.